# Salix exigua
Salix exigua és una espècie de Salze de la família de les Salicàcies, nativa de la major part d'Amèrica del Nord, excepte el sud-est i el llunyà nord, trobant-se des d'Alaska fins a Nova Brunswick, i al sud fins a Mèxic.

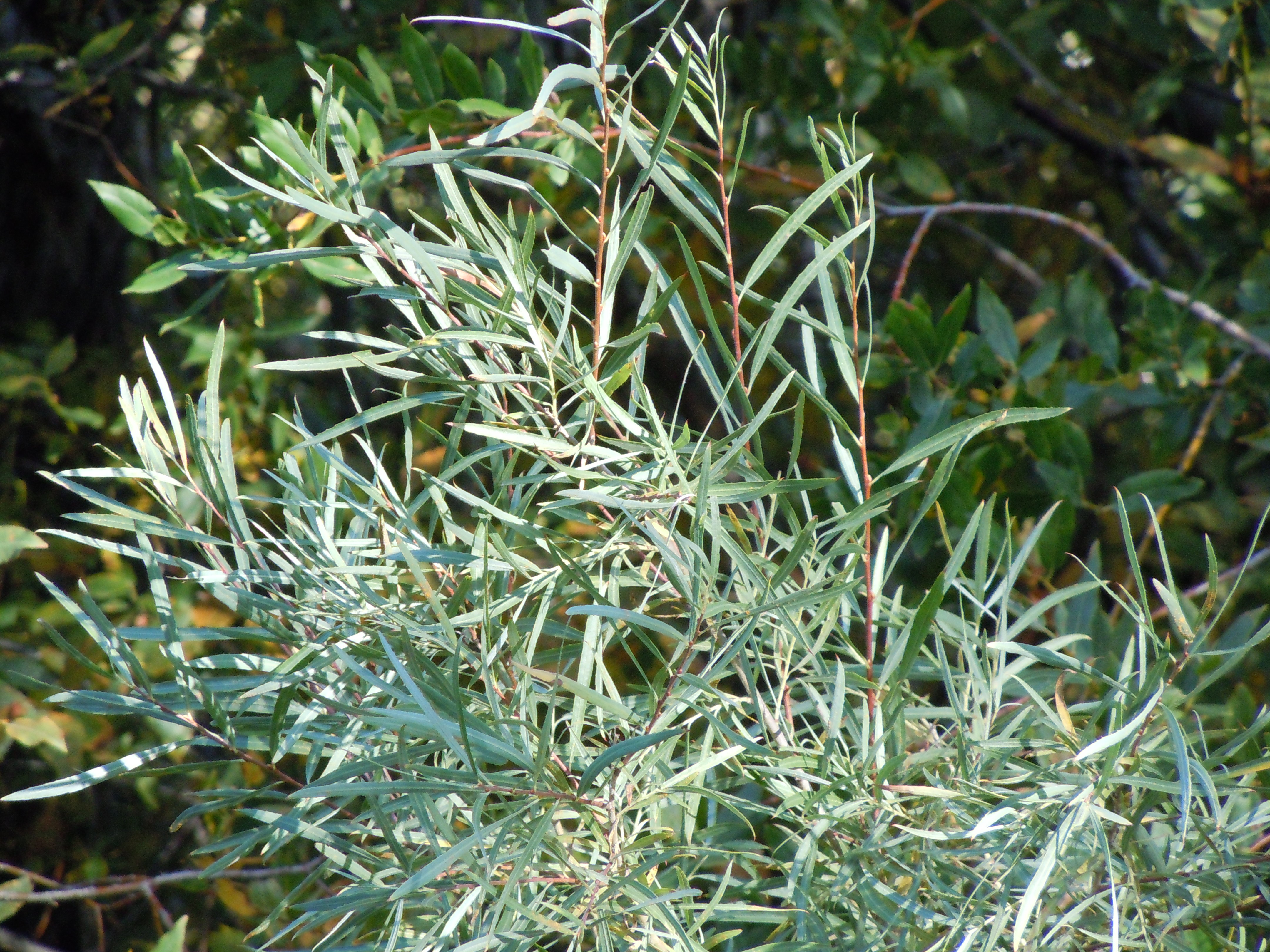
Detall de la planta

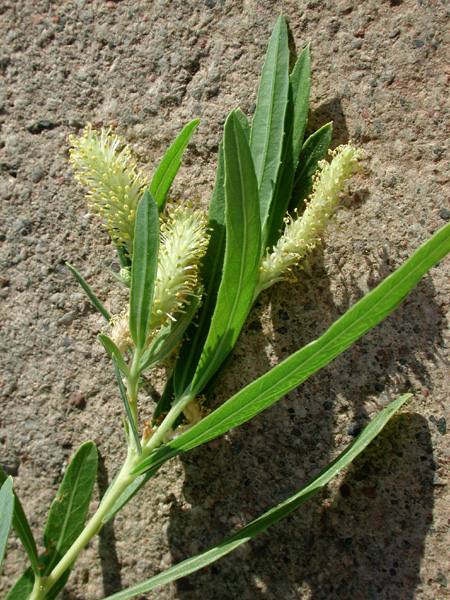
Fulles i ament

## Descripció
Es tracta d'un arbust de fulla caduca que arriba a mesurar entre 4 i 7 m d'alçada, estenent-se gràcies a brots basals per a formar denses colònies. Les fulles són lanceolades estretes de color verd grisenc, amb sedosos pèls blancs sobretot quan són joves i el marge sencer o amb molt poques dents petites. Les flors són produïdes en aments a la primavera, després que apareguin les fulles. És dioica; els aments masculins mesuren fins a 10 cm de longitud i els aments femenins fins a 8 cm de longitud. El fruit és un conjunt de càpsules, cadascuna amb nombroses i diminutes llavors.

## Usos
Aquest salze tenia molts usos per als nadius americans; les branques van ser utilitzades com a pals flexibles i materials de construcció, les branques més petites s'utilitzen per a fer cistelles, l'escorça es va fer servir per a la producció de cordes i, alhora, l'escorça i les fulles tenien diversos usos medicinals.

## Taxonomia
Salix exigua va ser descrita per Thomas Nuttall i publicada a The North American Sylva 1(2): 75, l'any 1842.

### Etimologia
- Salix: nom genèric llatí per al Salze, les seves branques i la seva fusta.[7]
- exigua: epítet llatí que significa "exigua".[8]

### Sinonímia
| - Salix argophylla Nutt. - Salix exigua var. exigua - Salix exigua subsp. exigua - Salix exigua var. luteosericea C.K.Schneid. - Salix exigua var. nevadensis (S.Watson) C.K.Schneid. - Salix exigua var. stenophylla (Rydb.) C.K.Schneid. - Salix exigua var. virens Rowlee - Salix fluviatilis var. argirophylla (Nutt.) Sarg. - Salix fluviatilis var. argophylla (Nutt.) Sarg. - Salix fluviatilis var. exigua (Nutt.) Sarg. - Salix hindsiana var. tenuifolia (Andersson) Andersson ex C.K.Schneid. - Salix hindsiana f. tenuifolia Andersson | - Salix longifolia var. argophylla (Nutt.) S. Watson - Salix longifolia var. exigua (Nutt.) Bebb - Salix longifolia var. opaca Andersson - Salix longifolia f. opaca (Andersson) C.K. Schneid. - Salix longifolia var. opaca C.R. Ball - Salix longifolia f. paucidenticulata Kuntze - Salix luteosericea Rydb. - Salix malacophylla Nutt. ex Ball - Salix nevadensis S.Watson - Salix stenophylla Rydb. |